# Dippin'
 (avril 2021).
Si vous disposez d'ouvrages ou d'articles de référence ou si vous connaissez des sites web de qualité traitant du thème abordé ici, merci de compléter l'article en donnant les références utiles à sa vérifiabilité et en les liant à la section « Notes et références ».
Dippin’ est un album du saxophoniste de jazz Hank Mobley enregistré le 18 juin 1965 et sorti en 1966 sur Blue Note Records.

## Pistes
Les compositions sont de Hank Mobley sauf indication contraire
1. The Dip - 7:57
2. Recado Bossa Nova (Luiz Antonio, Djalma Ferreira) - 8:13
3. The Break Through - 5:51
4. The Vamp - 8:21
5. I See Your Face Before Me (Arthur Schwartz, Howard Dietz) - 5:29
6. Ballin’ - 6:49

## Musiciens
- Hank Mobley – saxophone ténor
- Lee Morgan – trompette
- Harold Mabern Jr – piano
- Larry Ridley – contrebasse
- Billy Higgins – batterie